# HD 190211
HD 190211，又名BD+18 4365，SAO 105608、HR 7662，是一颗恒星，视星等为5.96，位于銀經57.67，銀緯-6.63，其B1900.0坐标为赤經19h 58m 47.2s，赤緯+18° -6.63′ 15″。